# Maria Bofill Strub
Maria Bofill Strub (21 aprile 2005) è una nuotatrice artistica spagnola.

## Palmarès

### Coppa del Mondo
- 2 podi:
  - 1 vittoria (1 nel duo)
  - 1 secondo posto (1 nella gara a squadre)

#### Coppa del mondo - vittorie
| Data          | Luogo   | Paese  | Disciplina    |
| ------------- | ------- | ------ | ------------- |
| 18 marzo 2023 | Markham | Canada | Duo libero Mx |